# Replikátor (Csillagkapu)
A replikátor egy faj a Csillagkapu című sci-fi filmsorozatban. Az általában gép-pókhoz vagy egyéb külsejű gép-bogárhoz hasonlító faj egyedei saját magukat képesek sokszorosítani. Céljuk, hogy minden civilizációt a saját fajtájukkal töltsenek fel, így szörnyű fenyegetést jelentenek minden életformára. Elsőként a Tiszta játszma című epizódban kerültek megemlítésre, első megjelenésük pedig a sorozat 3. évadjának végén, a Nemezis című részben történt.
A replikátorok elsődleges ellensége és célpontja az Asgard faj volt, mert mindig a lehető legfejlettebb technológiát próbálják magukba olvasztani. A CSK-1 több alkalommal segített az Asgardoknak a replikátorok ellen, így a Föld is többször került kapcsolatba ezzel a veszélyes ellenséggel.
A Csillagkapu: Atlantisz című spin-off Asuran replikátorai is a fajhoz tartoznak. Ezek jóval fejlettebb, ember alakú replikátorok, de közvetlen kapcsolat nincs köztük a Csillagkapu replikátoraival.

## Történet
A replikátorokkal a Nemezis című epizódban került először közvetlen kapcsolatba a CSK-1, amikor a géppókok megfertőzték Thor anyahajóját, a Belisknert. A hajó a Föld felé közeledik, amikor a csapat elpusztítja annak fékező hajtóművét, így az elég a légkörbe lépés során. A következő epizódban kiderül, hogy egy replikátor túlélte a becsapódást és megölte egy orosz tengeralattjáró legénységét. Miközben a csapat férfi tagjai semlegesítik azt, Samantha Carter Thornak segít egy replikátor invázió elhárításában, mely az Asgard anyabolygót, Hallát fenyegeti. Az 5. évad Ellenségek című bevezető epizódjában ismét összetalálkozik a fajjal, melyek egy Goa’uld anyahajót árasztottak el és a Tejút felé tartanak. Hogy ezt megakadályozzák, a CSK-1 megrongálja a hajó műszereit, így az a hipertérből való kilépéskor belecsapódik a Delmak bolygóba.
Valamivel később a Fenyegetés című részben a csapat egy küldetés során egy fiatal android lányra, Reese-re bukkan. Kiderült, hogy a legelső replikátorokat a lány készítette saját játékszereként, majd amikor saját világának lakói ellene fordultak, beprogramozta őket védelmére. Amint a replikátorok sokasodni kezdtek, Reese már nem volt képes irányítani őket és azok elpusztították a lány világát, mielőtt lakói elmenekülhettek volna. A Csillagkapu Parancsnokságon Reese újabb ilyen „játékszereket” alkot, melyek elárasztották a bázist, és bolygóméretű károkat okoztak volna, ha a felszínre jutnak. Végül Jack O'Neill ezredes lelőtte a lányt, ezzel a gép-bogarak elveszítették irányítójukat és darabokra estek. Daniel Jackson szerint nem volt szükséges elpusztítani az androidot, mert meggyőzte őt, hogy ne okozzon több kárt. Az android testét átadták az Asgardoknak, hogy megtalálják programjában azt a parancsot, mellyel egy helyre hívhatnak minden gépbogarat a galaxisból. Ezt felhasználva csapdába ejtették ellenségeiket a már evakuált Hallán egy időtorzító mezőben. Ezzel éveket nyertek, hogy rájöjjenek elpusztításuk végleges megoldására. Később Thor megkéri a CSK-1-et, vizsgálják meg, miért hibásodott meg az időtorzító mező. A csapat rájön, hogy a replikátorok visszafordították a mező hatását, így akár évezredeket nyertek saját hasznukra, és a bolygó felületét teljesen beborították a replikátor elemek. Odáig jutottak el a fejlődésben, hogy a CSK-1-nek már egy új ellenséggel kellett szembenéznie, az ember alakú replikátorokkal. A csapat ismét sikerrel jár küldetésén, újra aktiválják az időt lassító mezőt, ehhez az egyik replikátor, Ötödik emberi vonásait használják ki.
A 8. évad Új világrend című epizódjában az Asgardok egy fekete lyukba taszítják anyabolygójukat, a Hallát, hogy elpusztítsák a replikátorokat. Azonban a bosszúszomjas Ötödik vezetésével sikerül elmenekülniük, és az Asgardok új otthona, Orilla felé tartanak. O'Neill, akinek agyába közben letöltődött az Ősök minden tudása, egy olyan fegyvert készít, mellyel sikerül semlegesíteni őket. Ötödik ezután olyan ember alakú replikátort alkot meg, amely kinézetre Samantha Carter másolata. RepliCarter elárulja Ötödiket és saját vezetése alatt teljes inváziót indít a Tejút ellen. Végül a Dakarában található szuperfegyver segítségével sikerül elpusztítani valamennyi replikátort minden galaxisban.
A replikátorok visszatérnek a Csillagkapu: Az igazság ládája című Csillagkapu-filmben. Az Odüsszeia földi űrhajó fedélzetén James Marrick IOA ügynök létrehoz egy gép-pókot az asgard-mag technológiájával. Az IOA titkos terve az volt, hogy a replikátorokat fegyverként használják az Ori ellen oly módon, hogy rászabadítják őket az Ori galaxisra. A replikátor megszökik, rövid idő alatt sokszorosítja önmagát és elárasztják a hajót. Mitchell ezredesnek sikerül megtudnia Marricktől, hogy az IOA beépített egy biztonsági protokollt a replikátorok programjába, egy olyan parancsot, mellyel megállíthatják őket, így Carter végül deaktiválta a támadókat.

## Ember formájú replikátorok
A Természetellenes kiválasztódás című epizódban találkozik a CSK-1 először az ember formájú replikátorokkal a Hallán, ahol az Asgardok egy időtorzító mező csapdájába ejtették a replikátorokat. A mező visszafordításával a replikátorok hatalmas fejlődésen mentek keresztül, a gépbogarak emberi replikátorokat alkottak. Vezetőjük az Első (Ian Buchanan). Ezek a replikátorok külsőleg megegyeznek az emberi fajjal, de hatalmas erővel és a nagyon gyors regenerálódás képességével rendelkeznek. Képesek behatolni az emberi agyba, kezüket az áldozat homlokába süllyesztve kifürkészik annak minden gondolatát és tudását. Ezen felül le tudnak kapcsolni részeket magukról, illetve újra is alkotni, ha például fegyveres támadás éri őket. Felépítésük alapja a neutrónium. 
A Halla bolygón létrejött első ember formájú replikátorok:
- Első, a replikátorok vezetője (Ian Buchanan)
- Második (Kristina Copeland)
- Harmadik (Tahmoh Penikett)
- Negyedik (Rebecca Robbins)
- Ötödik (Patrick Currie)
- Hatodik (Shannon Powell)

Még egy ember formájú replikátor feltűnt az Új világrend című epizódban, ő Nyolcadik. James Bamford alakította a szerepet, aki a Csillagkapu: Atlantisz kaszkadőr-koordinátora. Az epizód forgatásakor készült az Atlantisz bevezető epizódja, és a producerek akarták, hogy a szerepléssel Bamford is a „Csillagkapu-család” tagjának érezze magát. Nyolcadikat Thor hozta létre, hogy az agyában tárolt információkból megtudja Ötödik helyzetét. Nyolcadik elszabadult Thor hajóján és végül Jack O'Neill újonnan épített fegyvere hatástalanította őt. A karakter nevét nem említik az epizód során, de az epizód végén megjelenik a szereplők listájában.

### Ötödik
A Patrick Currie által alakított Ötödik az ember formájú replikátorok egyike, aki a Természetellenes kiválasztódás című epizódban mutatkozott be. Ő az ötödik ilyen fejlett replikátor, akit a Hallán hoztak létre, és a társaitól eltérően belőle hiányzik Reese programozási hibája. Ez teszi őt társainál „emberibbé”, bár azok ezt gyengeségnek tekintik. Amikor a Hallán a CSK-1-et foglyul ejtik a replikátorok, Ötödiket elbűvölik az emberek, különösen Samantha Carter, és segíteni próbál nekik. Carter megígéri neki, hogy velük mehet, ha újra aktiválja az Asgardok időtorzító eszközét, amivel csapdába ejthetik a bolygó replikátorait. Ötödik beleegyezik, de Jack O'Neill túl veszélyesnek tartja magukkal vinni őt, ezért utasítja Cartert, hogy a megbeszéltnél rövidebb időre állítsa be az eszköz időzítőjét, hogy Ötödik is a mező fogságában rekedjen. Ötödik emiatt szembekerül a többi replikátorral, majd pillanatokkal az eszköz aktiválódása előtt rájön, hogy a CSK-1 rászedte őt.
Ötödik a 8. évad Új világrend című epizódjában tér vissza ismét, amikor az Asgardok egy fekete lyukba taszították anyabolygójukat, a Hallát, hogy végleg elpusztítsák a rajta lévő replikátorokat. Ötödiknek sikerül módosítania az időtorzító eszközt és megszökik a bolygóról, az új Asgard-bolygó, az Orilla felé tart. Közben foglyul ejti Cartert és megkínozza őt, amiért Sam kihasználta érzéseit. Ötödik egy illúzióvilágot teremt, melyben Pete Shanahan alakjában él együtt Carterrel. Eközben a replikátorok elárasztják az Orillát, ahol a CSK-1 többi tagja a replikátor semlegesítő fegyverrel próbálja felvenni a harcot ellenük. Carter rájön Ötödik trükkjére, és azt mondja neki, inkább halna meg, minthogy ebben a világban éljen Ötödikkel, és ha Ötödik igazán szeretné őt, elengedné. Ötödik ekkor elhagyja az Orillát, ám az epizód végén Samantha Carter képére megalkot egy új ember formájú replikátort.
Ötödik utolsó alkalommal az Ikrek című részben tűnik fel, ahol RepliCarterrel szövetkezve megszerzik a CSKP-ról azt az információt, mely segítségével immunissá válhatnak a replikátor semlegesítő fegyver ellen. RepliCarter azonban sosem viszonozta Ötödik érzelmeit, végül magának szerezve meg a szükséges adatokat, Ötödiket elpusztítja a fegyverrel.

### RepliCarter
Amanda Tapping alakítja Replicator Carter-t, a producerek, színészek, rajongók és szereplők által RepliCarterként emlegetett replikátort, melyet Ötödik hozott létre Samantha Carter képére formálva. Első megjelenésével az Új világrend című epizódban a 8. évad egyik legnagyobb ellenségét jelentette a CSK-1 számára. RepliCarter az Ikrek című részben azt mutatja, elfordult Ötödiktől. Azt állítja, azért hagyta el őt, mert rendelkezik az igazi Carter emlékeivel és jellemével. Azonban rászedi mind a CSKP-t, mind Ötödiket. A CSKP egy bázisán Sam segítségével kifejleszt egy eszközt, mellyel immunissá teszi saját magát a replikátorsemlegesítő fegyver ellen, és elszökik. Majd elhiteti Ötödikkel, hogy szereti őt, így menekülve meg attól, hogy Ötödik elpusztítsa őt.
A Leszámolás című epizódban RepliCarter teljes inváziót indít a Tejút ellen, személyesen öli meg a goa'uld Yu nagyurat, és elrabolja Daniel Jacksont, hogy az agyába férkőzve megtudja a dakarai szuperfegyver helyét. Replikátorok által irányított Ha'tak flottát küld Dakara ellen, hogy a fegyvert elpusztítsa. Ezzel egy időben a CSKP-t is elárasztják a replikátorok a csillagkapun keresztül. Dakara közelében Ba'al és a jaffa lázadás erői éppen egymás ellen küzdenek. Miközben RepliCarter Jackson agyát kutatja a fegyver után, Jackson egy rövid időre átveszi felette a hatalmat, ezzel éppen elég időt biztosít arra, hogy Carter és Jacob/Selmak beállítsa a szuperfegyvert és aktiválja. Ba'al segítségével a létező összes csillagkapu egymást tárcsázza a szerkezet aktiválásakor, így a fegyver energiahullámai minden replikátort egyszerre elpusztítanak az egész univerzumban.
Minden emberi lény hatalomra vágyik. Az egyetlen különbség köztük és köztem, hogy engem nem korlátoznak a félelmeim.

## Külső hivatkozások
- A replikátorok a GateWorld Omnipedián
- A replikátorok a Stargate Wikián
- A replikátorok a Stargate Wikin